# Trashiyangste
Trashiyangtse (Dzongkha: བཀྲ་ཤིས་གྱང་ཙེ་རྫོང་ཁག་; Wylie: Bkra-shis Gyang-tse rdzong-khag) är ett av Bhutans tjugo distrikt (dzongkha). Huvudstaden är Trashiyangtse.
Distriktet har cirka 17 740 invånare på en yta av 1 643 km².(2005)

## Administrativ indelning
Distriktet är indelat i femton gewog:
- Bumdeling Gewog
- Jamkhar Gewog
- Khamdang Gewog
- Ramjar Gewog
- Toetsho Gewog
- Tomzhangtshen Gewog
- Trashiyangtse Gewog
- Yalang Gewog